# Добринка (Смоленская область)
Добринка — деревня в Вяземском районе Смоленской области России. Входит в состав Царёво-Займищенского сельского поселения. Население — 3 жителя (2007). 
Расположена в восточной части области в 36 км к северо-востоку от Вязьмы, в 10 км южнее автодороги М1 «Беларусь». В 16 км северо-западнее деревни расположена железнодорожная станция О.п. 204-й км на линии Москва — Минск. 

## История
В годы Великой Отечественной войны деревня была оккупирована гитлеровскими войсками в октябре 1941 года, освобождена в марте 1943 года. 